# Parmaturus
Genre
Parmaturus est un genre de requins.

## Liste des espèces
Selon FishBase :
- Parmaturus albimarginatus Séret & Last, 2007
- Parmaturus albipenis Séret & Last, 2007
- Parmaturus bigus Séret & Last, 2007
- Parmaturus campechiensis S. Springer, 1979
- Parmaturus lanatus Séret & Last, 2007
- Parmaturus macmillani Hardy, 1985
- Parmaturus melanobranchus W. L. Y. Chan, 1966
- Parmaturus pilosus Garman, 1906
- Parmaturus xaniurus C. H. Gilbert, 1892

Selon ITIS :
- Parmaturus campechiensis S. Springer, 1979
- Parmaturus macmillani Hardy, 1985
- Parmaturus melanobranchus W. L. Y. Chan, 1966
- Parmaturus pilosus Garman, 1906
- Parmaturus xaniurus C. H. Gilbert, 1892